# Oda Nobuhide
En aquest nom japonès, el cognom és Oda.
Oda Nobuhide (织 田信秀, 1510 - 8 d'abril de 1551) va ser un dàimio i magistrat del sud de la província d'Owari durant el període Sengoku de la història del Japó. Va ser pare d'Oda Nobunaga.

## Govern del clan
Com a cap del clan Oda, Nobuhide es va involucrar en diverses batalles en què confrontar al nord a Saito Dosan, dàimio de la província de Mino, a l'est a Imagawa Yoshimoto, dàimio de les províncies de Mikawa, Suruga i Totomi, però mai va ser capaç d'unificar la província d'Owari. Les disputes internes dins del seu mateix clan mai van permetre que tingués una victòria completa. En 1549, Nobuhide va fer les paus amb Saito Dosan arreglant el matrimoni entre el seu fill Nobunaga i la filla de Saito, Nōhime. Recolzat per Dosan, Nobuhide es va concentrar a encarar Imagawa. En un dels seus moments més importants, va poder capturar Matsudaira Motoyasu com a ostatge, de manera que va poder guanyar algunes terres a Mikawa.

## Família
Es va casar amb Tsuchida gaudeixin, que li va donar quatre dels seus fills: Nobunaga, Nobuyuki, Nobukane i Oda Hidetaka. Llista completa dels seus fills:
- Oda Nobuhiro (fill gran il·legítim)
- Oda Nobunaga
- Oda Nobuyuki
- Oda Nobukane
- Oda Nobuharu
- Oda Nobutoki
- Oda Nobuoki
- Oda Hidetaka
- Oda Hidenari
- Oda Nobuteru
- Oda Nagamasu
- Oda Nagatoshi